# El Shaddai
El Shaddai, também escrito El Shadday (hebraico: אל שדי, / el ʃaˈdːaj /), é um dos nomes de Deus no judaísmo. É tradicionalmente traduzido como "Deus Todo-Poderoso".

## El Shaddai / Shaddai na Bíblia
O nome Shaddai (também escrito Chaddai) aparece tanto em combinação com "El" quanto independentemente dele. Shaddai é usado 33 vezes como um Nome divino no Livro de Jó, oito vezes nos livros do Pentateuco (incluindo seis vezes precedido pelo teônimo El), sua primeira ocorrência sendo no Livro de Gênesis.
Segundo o livro de Êxodo, este é o nome pelo qual Deus é conhecido pelos patriarcas Abraão, Isaac e Jacó. Na Septuaginta e em outras traduções antigas, é traduzido principalmente por "Deus Todo-Poderoso" (em grego Pantokrator), e é sob esses termos que aparece na tradução de Louis Segond. Anteriormente traduzido como “Poderoso” na Tradução Ecumênica da Bíblia, ele simplesmente foi transcrito como está desde a edição de 2010 porque os estudos mais recentes reconhecem que não podem oferecer uma tradução óbvia.

## Na tradição judaica
De acordo com o Talmude (Haguiga, 14b), Shaddai significa "quem diz a Seu mundo o suficiente!" (sheamar le'olamo daï).
Uma interpretação midráshica torna-o acróstico: SHomer Dlatot Israel (Aquele que guarda os Portões de Israel). É por isso que este Nome está gravado nas mezuzá, caixas constituídas por um pergaminho com um fragmento do texto bíblico, colocadas nas vergas das portas (exceto locais de higiene, como banheiro). Outra interpretação rabínica especula, a partir da vocalização massorética, que El Shaddai traduz como "o autossuficiente".